# Sho Aota
Sho Aota (født 13. november 1986) er en japansk fodboldspiller.
Han har spillet for flere forskellige klubber i sin karriere, herunder YSCC Yokohama.